# ジャスティン・ニコリーノ
ジャスティン・ブライアン・ニコリーノ（Justin Brian Nicolino, 1991年11月22日 - ）は、アメリカ合衆国フロリダ州オーランド出身のプロ野球選手（投手）。左投左打。現在は、アトランティックリーグのハイポイント・ロッカーズ所属。愛称はニコ。

## 経歴

### プロ入りとブルージェイズ傘下時代
2010年のMLBドラフト2巡目（全体80位）でトロント・ブルージェイズから指名され、プロ入り。
2011年、傘下のA-級バンクーバー・カナディアンズでプロデビュー。A級ランシング・ラグナッツでもプレーし、2球団合計で15試合（先発12試合）に登板して6勝2敗、防御率1.33、73奪三振を記録した。
2012年はA級ランシングでプレーし、28試合（先発22試合）に登板して10勝4敗、防御率2.46、119奪三振を記録した。

### マーリンズ時代
2012年11月13日にジョシュ・ジョンソン、マーク・バーリー、ホセ・レイエス、ユネル・エスコバーら総勢11人が動く大型トレードで、マイアミ・マーリンズへ移籍した。
2013年はA+級ジュピター・ハンマーヘッズとAA級ジャクソンビル・サンズでプレーし、2球団合計で27試合に先発登板して8勝4敗、防御率3.11、95奪三振を記録した。
2014年はAA級ジャクソンビルでプレー。28試合に登板して14勝4敗、防御率2.85、81奪三振の成績を残し、サザンリーグの最多勝と最優秀防御率の二冠に輝いた。オフの11月20日に40人枠入りした。
2015年はAAA級ニューオーリンズ・ゼファーズで開幕を迎え、6月20日にメジャー初昇格を果たした。同日のシンシナティ・レッズ戦でメジャーデビュー。この試合ではブルージェイズ傘下とマーリンズ傘下で前年まで同僚だった親友のアンソニー・デスクラファニーと投げ合い、7回を4安打無失点に抑えて初勝利を挙げた。その後、一度降格があったが、8月からは先発ローテーションに定着。最終的に12試合に先発登板して5勝4敗、防御率4.01、23奪三振を記録した。
2016年は18試合（うち先発13試合）に登板したが、3勝6敗、防御率4.99、WHIP1.46という成績に終わった。
2017年は20試合（先発8試合）に登板して2勝3敗、防御率5.06、26奪三振を記録した。

### レッズ傘下時代
2018年3月25日にウェイバー公示を経てレッズへ移籍した。移籍直後の27日に40人枠外となった。この年は傘下のAAA級ルイビル・バッツでプレーし、25試合（うち先発24試合）に登板して6勝6敗、防御率4.69、86奪三振を記録した。オフの11月2日にFAとなった。

### ツインズ傘下時代
2019年2月6日にミネソタ・ツインズとマイナー契約を結び、スプリングトレーニングに招待選手として参加することになった。5月1日に自由契約となった。

### ホワイトソックス傘下時代
2019年5月1日にシカゴ・ホワイトソックスとマイナー契約を結んだ。この年はAAA級シャーロット・ナイツで7勝を挙げたが、2年連続でメジャー昇格の機会はなかった。

### 楽天モンキーズ時代
2020年2月13日に中華職業棒球大聯盟（CPBL）の楽天モンキーズと契約した。
2020年は4月28日の富邦ガーディアンズ戦で初登板を果たし、8回無失点で来台初勝利を飾った。8試合（うち先発7試合）に登板したが勝ち星はこの1勝のみにとどまり、前半戦終盤には二軍落ちし、9月9日に自由契約となった。

### 独立リーグ時代
2021年は無所属だった。
2022年4月21日にアトランティックリーグのハイポイント・ロッカーズと契約した。6試合（35イニング）に先発登板し、4勝1敗、防御率2.06、29奪三振を記録した。

### レッズ傘下時代
2022年5月25日にシンシナティ・レッズとマイナー契約し、AAA級ルイビル・バッツに配属された。11月10日にFAとなった。

## 投球スタイル
打者にベストのタイミングで振らせないことに重点を置いた考えた投球を見せるサウスポー。奪三振率が極端に低い（2015年の2.80はナショナルリーグで60イニング以上投げた先発投手の中で最小）という特徴がある。

## 詳細情報

### 年度別投手成績
| 年 度     | 球 団     | 登 板 | 先 発 | 完 投 | 完 封 | 無 四 球 | 勝 利 | 敗 戦 | セ 丨 ブ | ホ 丨 ル ド | 勝 率 | 打 者 | 投 球 回 | 被 安 打 | 被 本 塁 打 | 与 四 球 | 敬 遠 | 与 死 球 | 奪 三 振 | 暴 投 | ボ 丨 ク | 失 点 | 自 責 点 | 防 御 率 | W H I P |
| --------- | --------- | ----- | ----- | ----- | ----- | -------- | ----- | ----- | -------- | ----------- | ----- | ----- | -------- | -------- | ----------- | -------- | ----- | -------- | -------- | ----- | -------- | ----- | -------- | -------- | ------- |
| 2015      | MIA       | 12    | 12    | 0     | 0     | 0        | 5     | 4     | 0        | 0           | .556  | 301   | 74.0     | 72       | 8           | 20       | 2     | 3        | 23       | 2     | 0        | 33    | 33       | 4.01     | 1.24    |
| 2016      | MIA       | 18    | 13    | 0     | 0     | 0        | 3     | 6     | 0        | 0           | .333  | 346   | 79.1     | 96       | 8           | 20       | 1     | 3        | 37       | 1     | 0        | 45    | 44       | 4.99     | 1.46    |
| 2017      | MIA       | 20    | 8     | 0     | 0     | 0        | 2     | 3     | 0        | 0           | .400  | 229   | 48.0     | 66       | 8           | 20       | 5     | 1        | 26       | 0     | 0        | 33    | 27       | 5.06     | 1.79    |
| 2020      | 楽天      | 8     | 7     | 0     | 0     | 0        | 1     | 3     | 0        | 0           | .250  | 182   | 39.2     | 50       | 5           | 11       | 0     | 4        | 39       | 3     | 0        | 30    | 26       | 5.90     | 1.54    |
| MLB：3年  | MLB：3年  | 50    | 33    | 0     | 0     | 0        | 10    | 13    | 0        | 0           | .435  | 876   | 201.1    | 234      | 24          | 60       | 8     | 7        | 86       | 3     | 0        | 111   | 104      | 4.65     | 1.46    |
| CPBL：1年 | CPBL：1年 | 8     | 7     | 0     | 0     | 0        | 1     | 3     | 0        | 0           | .250  | 182   | 39.2     | 50       | 5           | 11       | 0     | 4        | 39       | 3     | 0        | 30    | 26       | 5.90     | 1.54    |

### 背番号
- 60（2015年）
- 20（2016年 - 2017年）
- 54（2020年）